# Madina (Ghana)
Madina est une ville située dans la Région du Grand Accra au Ghana. C’est une banlieue d’Accra. La ville de madina accueille aussi les peuls, les Ahoussa dans sa population dominée par les ashanti. Cette ville se transforme peu à peu  en ville touristique et  dispose des sites attractifs.